# Cophura tolandi
Cophura tolandi är en tvåvingeart som beskrevs av Wilcox 1959. Cophura tolandi ingår i släktet Cophura och familjen rovflugor. Inga underarter finns listade i Catalogue of Life.